# Дафне Акгерст
Дафне Акгерст (англ. Daphne Akhurst; 22 квітня 1903 — 9 січня 1933) — колишня австралійська тенісистка.
Найвищу одиночну позицію світового рейтингу — 3 місце (за А. Воллісом Маєрсом) досягла 1928 року.
Перемагала на турнірах Великого шолома в одиночному та змішаному парному розрядах.

## Фінали турнірів Великого шолома

### Одиночний розряд:5 перемог
| Результат | Рік  | Турнір              | Покриття | Суперниця           | Рахунок        |
| --------- | ---- | ------------------- | -------- | ------------------- | -------------- |
| Перемога  | 1925 | Чемпіонат Австралії | Трава    | Есна Бойд           | 1–6, 8–6, 6–4  |
| Перемога  | 1926 | Чемпіонат Австралії | Трава    | Есна Бойд           | 6–1, 6–3       |
| Перемога  | 1928 | Чемпіонат Австралії | Трава    | Есна Бойд           | 7–5, 6–2       |
| Перемога  | 1929 | Чемпіонат Австралії | Трава    | Луї Бікертон        | 6–1, 5–7, 6–2  |
| Перемога  | 1930 | Чемпіонат Австралії | Трава    | Сільвія Ланс-Гарпер | 10–8, 2–6, 7–5 |

### Парний розряд: 6 (5–1)
| Результат | Рік  | Турнір              | Покриття | Партнерка              | Суперниці                            | Рахунок       |
| --------- | ---- | ------------------- | -------- | ---------------------- | ------------------------------------ | ------------- |
| Перемога  | 1924 | Чемпіонат Австралії | Трава    | Сільвія Ланс-Гарпер    | Катлін Ле Мессурієр Мерил О'Гара Вуд | 7–5, 6–2      |
| Перемога  | 1925 | Чемпіонат Австралії | Трава    | Сільвія Ланс-Гарпер    | Есна Бойд Катлін Ле Мессурієр        | 6–4, 6–3      |
| Поразка   | 1926 | Чемпіонат Австралії | Трава    | Марджорі Кокс Кроуфорд | Есна Бойд Мерил О'Гара Вуд           | 3–6, 8–6, 6–8 |
| Перемога  | 1928 | Чемпіонат Австралії | Трава    | Есна Бойд              | Катлін Ле Мессурієр Дороті Вестон    | 6–3, 6–1      |
| Перемога  | 1929 | Чемпіонат Австралії | Трава    | Луї Бікертон           | Сільвія Ланс-Гарпер Мерил О'Гара Вуд | 6–2, 3–6, 6–2 |
| Перемога  | 1931 | Чемпіонат Австралії | Трава    | Луї Бікертон           | Нелл Ллойд Лорна Атц                 | 6–0, 6–4      |

### Мікст: 6 (4–2)
| Результат | Рік  | Турнір               | Покриття | Партнер        | Суперник і суперниця                 | Рахунок  |
| --------- | ---- | -------------------- | -------- | -------------- | ------------------------------------ | -------- |
| Перемога  | 1924 | Чемпіонат Австралії  | Трава    | Джеймс Віллард | Есна Бойд Ґартон Гон                 | 6–3, 6–4 |
| Перемога  | 1925 | Чемпіонат Австралії  | Трава    | Джеймс Віллард | Сільвія Ланс-Гарпер Річард Шлезінґер | 6–4, 6–4 |
| Поразка   | 1926 | Чемпіонат Австралії  | Трава    | Джеймс Віллард | Есна Бойд Джон Гоукс                 | 1–6, 4–6 |
| Перемога  | 1928 | Чемпіонат Австралії  | Трава    | Жан Боротра    | Есна Бойд Джон Гоукс                 | walkover |
| Поразка   | 1928 | Вімблдонський турнір | Трава    | Джек Кроуфорд  | Елізабет Раян Патрік Спенс           | 5–7, 4–6 |
| Перемога  | 1929 | Чемпіонат Австралії  | Трава    | Едґар Мун      | Марджорі Кокс Кроуфорд Джек Кроуфорд | 6–0, 7–5 |

## Часова шкала турнірів Великого шлему в одиночному розряді
| W | Ф | ПФ | ЧФ | #Р | КТ | К# | DNQ | A | NH |

| Турнір               | 1924 | 1925 | 1926 | 1927 | 1928 | 1929 | 1930 | SR     | W–L  | Перемога % |
| -------------------- | ---- | ---- | ---- | ---- | ---- | ---- | ---- | ------ | ---- | ---------- |
| Чемпіонат Австралії  | ПФ   | П    | П    | 2р   | П    | П    | П    | 5 / 7  | 23–1 | 95.8       |
| Чемпіонат Франції1   | NH   |      |      |      | ЧФ   |      |      | 0 / 1  | 2–1  | 66.7       |
| Вімблдонський турнір |      | ЧФ   |      |      | ПФ   |      |      | 0 / 2  | 7–2  | 77.8       |
| Чемпіонат США        |      |      |      |      |      |      |      | 0 / 0  | –    | –          |
| В-П                  | 2–1  | 7–1  | 4–0  | 1–0  | 10–2 | 4–0  | 4–0  | 5 / 10 | 32–4 | 88.9       |

11924 року Чемпіонат Франції не проводили, бо того року в Парижі відбулись Олімпійські ігри.